# Tomás Novelino
Tomás Novelino (6 de outubro de 1901 - 31 de outubro de 2000) foi um proeminente educador, dono de fábrica, médico e espírita brasileiro. Conhecido por, na cidade de Franca, criar a Fundação Educandário Pestalozzi, a Fábrica de Calçados Pestalozzi e a Faculdade Pestalozzi, que hoje é conhecida como a Universidade de Franca.
Novelino nasceu em Delfinópolis, em Minas Gerais. Em 1916 passou a estudar em Sacramento, e, em 1933 chegou em Franca, começando a trabalhar no hospital Allan Kardec. Exerceu a medicina, além de ser diretor clínico e lecionar Medicina Legal.
Fundou em 1944, a Escola Pestalozzi, que logo virou a fundação, com várias unidades.
Casou-se com Maria Aparecida Rebêlo Novelino e teve 6 filhos.

## Vida inicial
Nasceu em Delfinópolis, filho de Tomás Novelino de Aquino e Auta Maria das Dores Novelino. Não passou muito tempo com eles: aos 7 anos de idade ficou órfão de ambos e ficou morando no orfanato Anália Franco em São Paulo. Em 1916, foi para Sacramento e começou a estudar no Colégio Allan Kardec com seu mentor Eurípedes Barsanulfo, um médium e educador, a quem Novelino falou que deve a ele tudo que é.
Em 1928 diplomou-se pela Faculdade de Medicina no Rio de Janeiro.

## Em Franca
Em 1933, veio para Franca, pois um amigo seu estava sendo tratado no no Hospital Allan Kardec. Pretendia ficar apenas por algum tempo, mas logo começou a trabalhar no hospital, atuando como voluntário por 27 anos. Além desse hospital, atendeu na Santa Casa de Misericórida de Franca (sendo diretor-clínico por muitos anos), em Ibiraci e Monte Santo. Trabalhou como cirurgião, parteiro e clínico geral; lecionou Medicina Legal na Faculdade de Direito.
Além da medicina, também foi redator do jornal "A Nova Era", e escreveu vários artigos, que foram reunidos em seu livro. Em 1936, no dia 24 de junho, se casou com a professora Maria Aparecida Rebêlo Novelino, residente de Ribeirão Preto. Juntos, tiveram seis filhos: Eneida, Icléia, Alcione, Jesiel, Cleber e Climene. Esta última se tornou conhecida por seguir seus pais em suas tarefas educadoras, e Cleber virou médico e diretor da Fundação Pestalozzi.

### Escolas e educação
Thomas e sua esposa tinham um sonho: de ter uma escola. O impulso surgiu quando Tomás ficou indignado com um aluno ser expulso de uma escola por ser espírita. Eventualmente, o sonho se tornou realidade com a fundação da Escola Pestalozzi, em 1944. A escola tinha inclusive aulas religiosas, sobre O Evangelho segundo o Espiritismo. Para obter mais fundos, o casal Novelino também criou a Fábrica de Calçados Pestalozzi. A escola cresceu muito, e se tornou uma fundação com múltiplas organizações: 3 diferentes unidades foram feitas, além de uma fazenda e um observatório astronômico. Além dessas, houve a criação da Faculdade Pestalozzi, que hoje se chama UNIFRAN. A unidade foi a primeira a oferecer cursos de forma semelhante à Fatec.
As escolas da Fundação funcionaram em conjunto com a fábrica por décadas, até que, na década de 90, uma grande crise afetou o setor calçadista, atingindo a fábrica. Ela fechou, e como era a maior angariadora de recursos para a Fundação, medidas de corte de custos tiveram que ser tomadas, e a fazenda foi vendida, o observatório fechou, a unidade 3 também, e houve redução de vagas nas escolas.

### Homenagem à Novelino
Já muito idoso, Novelino foi reconhecido na Suíça, e viajou para o país para receber uma homenagem. Sua Fundação foi reconhecida como a que mais se aproximava do modelo de Johann Pestalozzi.

## Livro
Escritos Espíritas: uma militância pedagógica - livro onde os artigos de Tomás Novelino foram reunidos.

## Homenagens
Vários locais na cidade de Franca foram nomeados em homenagem à Tomás Novelino. Como:
- Faculdade de Tecnologia de Franca "Dr. Thomaz Novelino" • Fatec Franca
- Núcleo de Educação Infantil ‘Casal Tomás e Aparecida Novelino’
- UBS Planalto - Dr.Tomás Novelino
- Centro Acadêmico de medicina da UNIFRAN Tomás Novelino
- Centro Cultural e Esportivo da Escola Eurípedes Barsanulfo Tomás Novelino